# (6943) 1978 VR4
(6943) 1978 VR4 (1978 VR4, 1989 EX4) — астероїд головного поясу, відкритий 7 листопада 1978 року.
Тіссеранів параметр щодо Юпітера — 3.656.